# بدر الحويفي
الشاعر بدر بن عواد الحويفي السالمي الحربي (1348هـ /8 ربيع الأول 1437هـ) شاعر سعودي يعد واحدًا من أبرز شعراء النبط في المملكة العربية السعودية والخليج. وله لمساته الواضحة وتأثيره القوي على مسار الشعر النبطي في المملكة والخليج العربي، ويتجلى ذلك واضحا بالمساجلات الشعرية مع شعراء داخل المملكة والخليج.
وتتميز قصائده بالسهولة وموافقتها لأغلب أحداث المقناص حيث أن الشاعر مرعليه من الآحداث ما يجعل قريحته تحيط بكل أحداث الرحلات البرية.

## نشأته
وقد ولد الشاعر بدر الحويفي عام 1348هـ الموافق عام 1929م بمركز القرين غرب القصيم والتحق بالعمل الحكومي في فرع الزراعة بالرس وتقاعد ليتفرغ لهوايته بالمقناص.

## الموهبة الشعرية
خاض بدر الحويفي غمار الشعر في بدايات مبكرة من عمره حيث كان سنّه حين ذاك 16 عاماً. وكتب وقتها في الغزل واكتشف موهبته المقربون منه، ثم برز «الحويفي» في شعر القنص والطير ونظم عشرات القصائد في هذا المجال وامتدح الطير ووصف رحلات البر، حيث كان مُولّعاً بها وشدا بقصائده منشدون كُثر أحدهم حامد الضبعان وكتب في أغراض شعرية أخرى ولكنه كان مُقلاً في الغزل.

## مجاراته للشعراء
وقد أشاد بـ«الحويفي»؛ العديد من الشعراء وله مساجلات كثيرة، منهم لافي الغيداني وعبد الله بن عون وجاراه في إحدى قصائده 15 شاعراً وكان موضوعها عن المقناص وما له من حضور جيّد في الساحة.

## دواوينه
وقد صدر للفقيد الشاعر بدر الحويفي ديوانان جمع فيهما أحد أبنائه أجزل قصائده ولقيت قبولًا واسعًا لدي متذوقي هذا الفن من الأدب.

## رثائه
وقد رثى بدر الحويفي العديد من الشعراء بعد رحيله حيث عرف بتواضعه، وكان قد قال في إحدى لقاءاته التلفزيونية إنه ما زال يعرض قصيده للعارفين والنقاد حتى اللحظة.

## من شعره
قصائد بدر الحويفي كثيرة وأغلبها في وصف الطير والمقناص ومنها:
القصيدة الأولى
وان كان تقدر لا طلب منك عـازه
عطه الطلب تقدير لا يطوي اليـاس 
واهـم ميـزه بالنفـوس العـزازه
والا ضعيف النفس ماهو على ساس 
واظن مابه شخص مابـه حـزازه
يرضى على ناس ويزعل على ناس 
ومن لا عرف قدر الشرف وامتيازه
هذاك لا يشعر ولا عنده أحسـاس 
ضميـر مايشعـر عبـاره جنـازه
مايجمعه بالمجتمع نبـض الأنفـاس 
وصحبت ضعيف العقل مثل القزازة
مهمـا تداريهـا تكّسـر وتنحـاس 
هذا ولو كـل المساعـي مجـازه
ماصار بالدنيـا موازيـن وقيـاس 
القصيدة الثانية:
يالله ياجالي صـدى كـل كربـه
ياللي عن الطلاب ماصـك بابـه 
تفرج لمـن ذاق بالعمـر طربـه
شيبه تكامل قبـل يكمـل شبابـه 
امضى حياته بين سفـره وغربـه
ولا ساعده حـظ الشقـا بانقلابـه 
واقرب قريب ليا شكى مانظربـه
خلان وقـتٍ اليـوم كـلٍ هبابـه 
ماكل طيرٍ يعجب اللي صقر بـه
ولا كـل رجـالٍ يثمـن جوابـه 
ولا كل من يبني جدار استتر بـه
ولا كل جـارٍ تستريـح بجنابـه 
ولا كل من يملك رصيد افتخر به
مالٍ بدون حقوق واضـح عيابـه 
الا الذي بالواجبات اشتهـر بـه
يحوز تقديـر الشـرف باكتسابـه 
وطاع الذي فعل المكارم امربـه
يرجي رضا الخالق ويخشى عذابه 
القصيدة الثالثة.
انا مع الطيّب علـى كـل بابـه
اللي ورى ظني تعـدى هقاويـه 
احسب حسابه واتحمـل عتابـه
اللي من الحكمـه نتايـج مباديـه 
واللي يجي يمي هـلا مرحبابـه
عندي على الميسور والله يحييـه 
ومن صد عنّا ما حسبنـا حسابـه
لا هو برجيني ولا نـي براجيـه 
من زارني زرته وأقـدر جنابـه
ولا همني شخصٍ عطاني علابيه 
كان اجنبي والا من ادنى القرابة
ماشره عليه ولا يجي لي مشاريه 
سلامةٍ من بعض الأشياء كسابـه
والرجل يعرف مايصيبه ويخطيه 

## وفاته
توفي الشاعر بدر بن عواد الحويفي السالمي الحربي، عن عمر ناهز 88 عامًا، في عام 1437هـ
بعد تعرضه لوعكة صحية.وأعلن ذووه أنه سيُصَلّى عليه ظُهر يوم السبت في جامع الشايع بالرس في منطقة القصيم.